# Octobre 1978

## Événements
- Guerre civile en Somalie (fin en 1991).

- 1er octobre : 
  - indépendance des Tuvalu vis-à-vis du Royaume-Uni.
  - Formule 1 : Grand Prix automobile de la côte Est des États-Unis.

- 6 octobre : l’ayatollah Khomeyni est expulsé d’Irak par Saddam Hussein. Il se réfugie en France à Neauphle-le-Château d’où il jouit de toute liberté pour enregistrer sur cassettes ses diatribes qui parviennent sous le manteau en Iran et suscitent le ralliement d’une majorité de la population autour du chef spirituel chiite.

- 7 octobre :
  - (Rallye automobile) : arrivée du Rallye Sanremo.
  - (Rallye automobile) : arrivée du Tour d'Italie automobile.

- 8 octobre (Formule 1) : Grand Prix automobile du Canada.

- 11 octobre : Omar Torrijos renonce à son poste de chef du gouvernement du Panama. Il conserve le contrôle de la Garde nationale jusqu’à sa mort dans un mystérieux accident d’avion, le 31 juillet 1981.

- 16 octobre :
  - l'archevêque de Cracovie, Karol Wojtyla, est élu pape sous le nom de Jean-Paul II, après deux jours de conclave et huit tours de scrutin. Le pape est jeune (58 ans) et c'est le premier pape non italien depuis 1522. L’élection du pape Jean-Paul II encourage les aspirations des Polonais à la liberté intellectuelle et politique.
  - Suivant la tradition chiite du deuil des 40 jours, les opposants au pouvoir du Chah, Mohammad Reza Pahlavi, se rassemblent en Iran pour commémorer les victimes du Vendredi Noir.

- 17 octobre : discours du nouveau pape à la radio[1].

- 18 octobre
  - Chili : projet de Constitution au Chili[2].
  - Augusto Pinochet lance une « consultation nationale » sur de « nouvelles bases institutionnelles » en réponse aux pressions internationales. En octobre, la commission Ortúzar propose un projet de Constitution. Le débat se limite à la durée du mandat de Pinochet : 1989 ou 1997. Pinochet ne tient pas compte des travaux de la commission et rédige pratiquement lui-même la Constitution.
  - Rallye automobile : arrivée du Southern Cross Rally.

- 22 octobre : 
  - messe inaugurale du pontificat de Jean-Paul II (Karol Wojtyla, dit).
  - Rallye automobile : arrivée du Rallye de Catalogne.

- 24 octobre (Rallye automobile) : arrivée du Rallye de Côte d'Ivoire.

- 28 octobre, États-Unis : Dérégulation des transports aériens et routiers.

## Naissances
- 2 octobre : Ayumi Hamasaki, chanteuse japonaise.
- 5 octobre : Pichetchai Pholdee, acteur, animateur de télévision et mannequin thaïlandais.
- 6 octobre : Liu Yang, taïkonaute chinoise.
- 7 octobre : Alesha Dixon, chanteuse anglaise.
- 9 octobre : 
  - Teona Akoubardia, femme politique géorgienne.
  - Miguel Miranda, basketteur portugais.
- 16 octobre : Gianluca Comotto, footballeur italien.
- 21 octobre : Joanna Dworakowska, joueuse d’échecs polonaise († 13 avril 2024).
- 26 octobre : CM Punk, Catcheur professionnel à la WWE.
- 27 octobre : Vanessa Mae, violoniste de Singapour.
- 30 octobre : Thomas Ngijol, humoriste, acteur et réalisateur français.
- 31 octobre : Franck Gastambide, acteur, réalisateur et scénariste français.

## Décès
- 9 octobre : Jacques Brel, auteur-compositeur-interprète belge (° 8 avril 1929)
- 10 octobre : Kathryn McGuire, actrice et danceuse américano-australienne (° 6 décembre 1903)
- 14 octobre : Bolesław Filipiak, cardinal polonais de la curie romaine (° 1er septembre 1901).
- 18 octobre : 
  - Ramón Mercader, assassin de Léon Trotsky.
  - Anie Mouroux, sculpteur et médailliste française (°12 décembre 1887)
- 25 octobre : Maurice Denis, homme politique belge (° 18 septembre 1916).